# Eric Hendershot
Eric Hendershot (15 gennaio 1948) è un regista statunitense, noto per aver diretto la saga cinematografica Clubhouse Detectives.

## Filmografia
- Mamma, ho visto l'assassino (Clubhouse Detectives, 1996)
- Due angeli in soffitta (Angels in the Attic, 1998)
- A Kid Called Danger (1999)
- Baby Bedlam (2000)
- Message in a Cell Phone (2000)
- Piccoli Cowboy (Horse Crazy) , regia di Eric Hendershot (2001)
- Clubhouse Detectives - L'amica reale (Clubhouse Detectives in Search of a Lost Princess, 2002)
- Clubhouse Detectives - Scacco al club (Clubhouse Detectives in Big Trouble, 2002)
- Clubhouse Detectives - Museo per signora (Clubhouse Detectives in Scavenger Hunt, 2003)
- Down and Derby (2005)
- Horse Crazy 2: The Legend of Grizzly Mountain (2010)
- The Boathouse Detectives (2010)